# Болатуков, Усеин
Усеи́н Бей Балату́ков (крымскотат. Üsein Bolatuqov, Усеин Болатукъов; 1895, д. Гавро — февраль 1918, Севастополь) — крымскотатарский драматург, поэт и режиссёр.

## Биография
Происходил из аристократического рода Болатуковых (Балатуковых), одного из самых знатных родов крымских мурз. Родился 19 июня 1895 года в д. Гавро (ныне с. Плотинное) Ялтинского уезда. Отец — князь Мустафа-бей Балатуков (1872—1918), учитель в народном училище д. Гавро, мать — Эмине Балатукова.
Праправнук князя Кая-бей Балатукова (1774—1827), первого генерала из крымских татар, героя войны 1812 года. Получил высшее образование в Париже. Служил офицером в Русской императорской армии, но к моменту гибели находился в отставке.
Был сотрудником газеты «Миллет» («Нация») — печатного органа Крымского мусисполкома (позже – Крымскотатарской директории), издававшейся под редакцией А. С. Айвазова. В 1917 году в издательстве газеты «Къырым Оджагъы» («Крымский Очаг») вышла трёхактная пьеса Усеина Балатукова «Айше ханым», которая по оценке искусствоведа Светланы Керимовой «явилась первым произведением в крымскотатарской литературе, полнокровно отразившим жизнь и взгляды крымских мурз». 
Принимал участие в формировании 1-го Крымского мусульманского полка «Уриет». 17 декабря 1917 года прапорщик Усеин Балатуков был назначен на строевую должность младшего офицера 8-й роты этого полка. В феврале 1918 года Следственная комиссия Севастопольского Совета военных и рабочих депутатов арестовала руководителей севастопольского мусульманского комитета, в том числе Балатукова, по обвинению в «реакционном поведении и контрреволюционной деятельности». Казнён во время «варфоломеевских ночей» в Крыму в феврале 1918 года.